# Црногорска (странка)
Црногорска (странка) је ванпарламентарна политичка странка у Црној Гори. Настала је почетком 2017. године, из дотадашње Црногорске демократске уније (ЦДУ). Програмски је дефинисана као грађанска странка, која се залаже за изградњу општег црногорског државно-политичког идентитета, што је снажно исказано и у самом називу странке, који је сведен на црногорску одредницу. У политичкој пракси, странка дјелује са позиција грађанског национализма и залаже се за концепт црногорске грађанске нације, а такође и за афирмацију црногорског патриотизма, заснованог на неговању историјских и политичких традиција Црне Горе. Иако се формално залаже за равноправност свих заједница у Црној Гори, идеологија странке се у пракси своди на грађанску варијанту црногоризације, која је присутна у свим областима друштвеног живота у Црној Гори. Странка је подржала улазак Црне Горе у НАТО и залаже се за што брже прикључење Европској унији. У области економске политике, странка подржава доктрину аустријске економске школе (ордолиберализам). Главни идеолог и предсједник странке је политиколог Владимир Павићевић.

## Оснивање и дјелатност
Странка је настала 28. јануара 2017. године, када је на Цетињу одржана страначка скупштина која је донијела одлуку о трансформацији дотадашње Црногорске демократске уније (ЦДУ) у странку под називом Црногорска. За предсједника странке изабран је Драган Иванчевић, звани Пурко, некадашњи народни посланик у Скупштини Црне Горе, помоћник министра туризма у Влади Црне Горе и одборник је у Скупштини општине Будва, у којој је Црногорска имала укупно четири одборника. Међутим, странка није успјела да освоји одборничка мјеста на локалним изборима у Херцег Новом, Цетињу и Бијелом Пољу. Почетком 2018. године, за новог предсједника странке изабран је политиколог Владимир Павићевић.